# مشت‌زدن به هنری
مشت‌زدن به هنری یا پانچ هنری (به انگلیسی: Punching Henry) فیلمی محصول سال ۲۰۱۶ و به کارگردانی گریگوری وینز است. در این فیلم بازیگرانی همچون هنری فیلیپس، تیگ نوتارو، جیم جفریز، داگ استنهوپ، سارا سیلورمن، جی. کی. سیمونز، مایک جاج، کلیفتن کالینز جونیور، میکلا واتکینس، اشلی جانسون، ال مادریگال، ایمی هیل، نیکی گلیسر و انجلا تریمبر ایفای نقش کرده‌اند.